# Ryckelsby

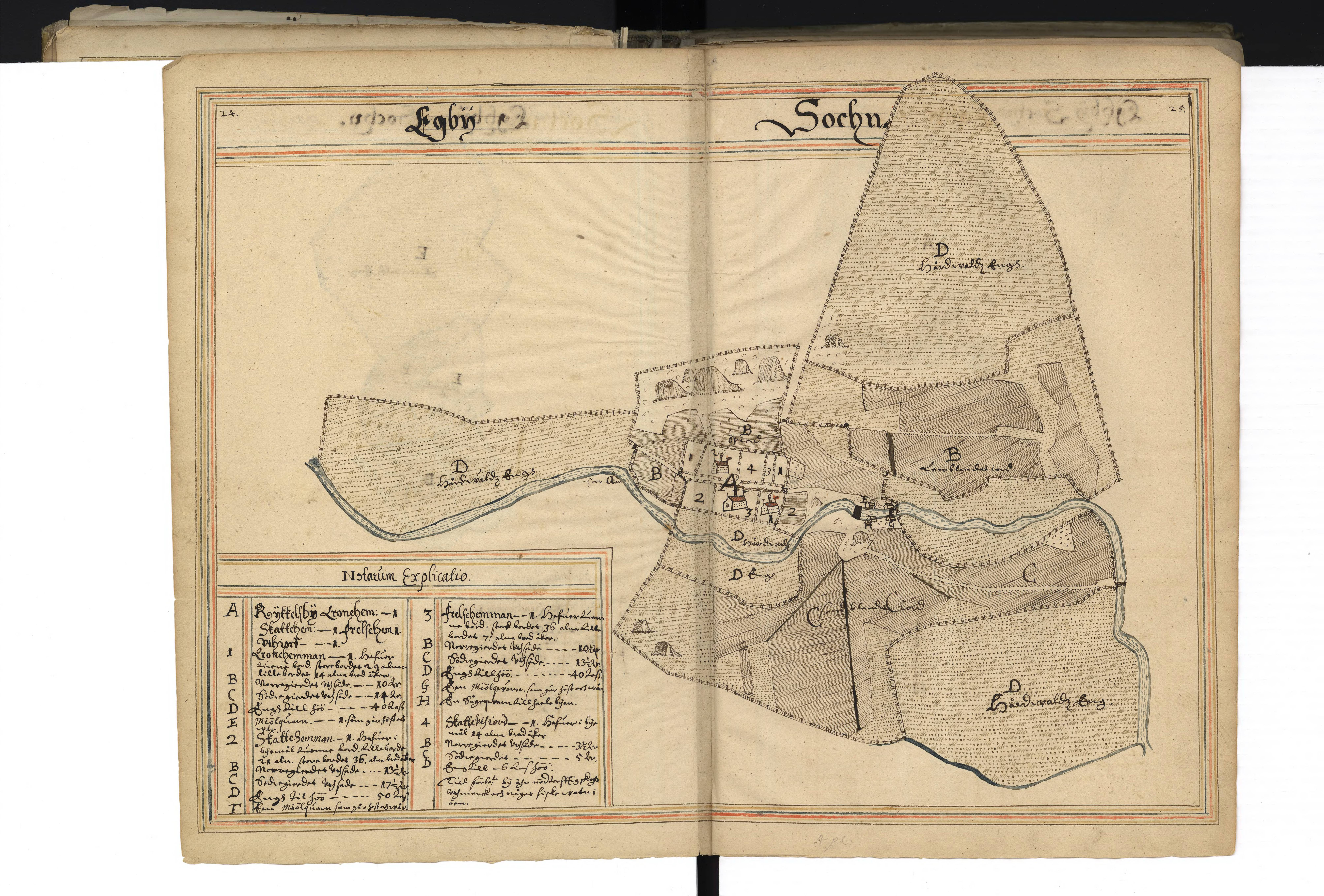
Karta över Ryckelsby, år 1638.

Ryckelsby är en by i Ekeby socken, Boxholms kommun. Byn bestod förr i tiden av en gästgivaregård, rusthåll, kronolänsmansboställe och ett antal torp. Här fanns även kvarn och såg. David Gyldenklou skänkte under 1600-talet ett mantal Ryckelsby gästgivaregård till Vadstena krigsmanshus.

## Historik
En gård tillhörde under 1600-talet släkten Soop, en annan testamenterades av överstelöjtnanten David Gyldenklou, som levde under senare delen av 1600-talet, till Vadstena krigsmanshus. I senare tid har gårdar här tillhört Boxholm, Boarp samt allmoge. Ett mantal är kronolänsmansboställe. Det övriga har länge haft 5 ägare, varav Johan August Alin, J. V. Svensson och K. O. N. Larsson med flera.

### Backstugor och torp
På gården har det även funnits ett flertal torp och backstugor vid namn Bäckstugan (Diket), Aspenäs, Kristineberg, EKstugan, Grenadjärtorp 61 (Ryckelsbytorp), Nybo backstuga, Stenbacken, Grönkullen, Gärdet, Nerstugan, Prutan (Karlsberg), Höjden och Aspetorp (Löfsberg). Torpmärkningar utfördes på Bäckstugan (Diket) 1992, Sandbacka 2003 och Lövsberg 2007.

## Ryckelsby boställe
Kronolänsmän för Göstrings härad hade sitt boställe här i Ryckelsby, den bestod av ett hemman.

### Kronolänsmän
List över kronolänsmän i Ryckelsby.
| Period    | Namn                       | Levnadstid |
| --------- | -------------------------- | ---------- |
| 1724-1734 | Jöns Tåckerström           |            |
| 1740-1741 | Magnus Jönsson             |            |
| 1743-1749 | Hans Norell                | -1783      |
|           | Lars Froman                |            |
| 1775-1789 | Johan Bergelius            | 1743-      |
| 1789-1812 | Carl Magnus Molin          | 1760-      |
|           | Gripenshiöld               |            |
| 1816-1821 | Gustaf Ekenmark            | 1789-      |
| 1821-1824 | Anders Nelson              | 1789-      |
| 1824-1828 | Gustaf Hofstam             | 1798-      |
| 1828-1848 | Carl Gustaf Fjetterström   | 1797-1848  |
| 1848-1880 | Sven Haquin Almgren        | 1810-1880  |
| 1880-1906 | Carl August Haquin Almgren | 1851-1906  |

## Ryckelsby gästgivargård
1785 övertog Anders Andersson halva gästgivaregården i Ryckelsby.